# Japans lakwerk

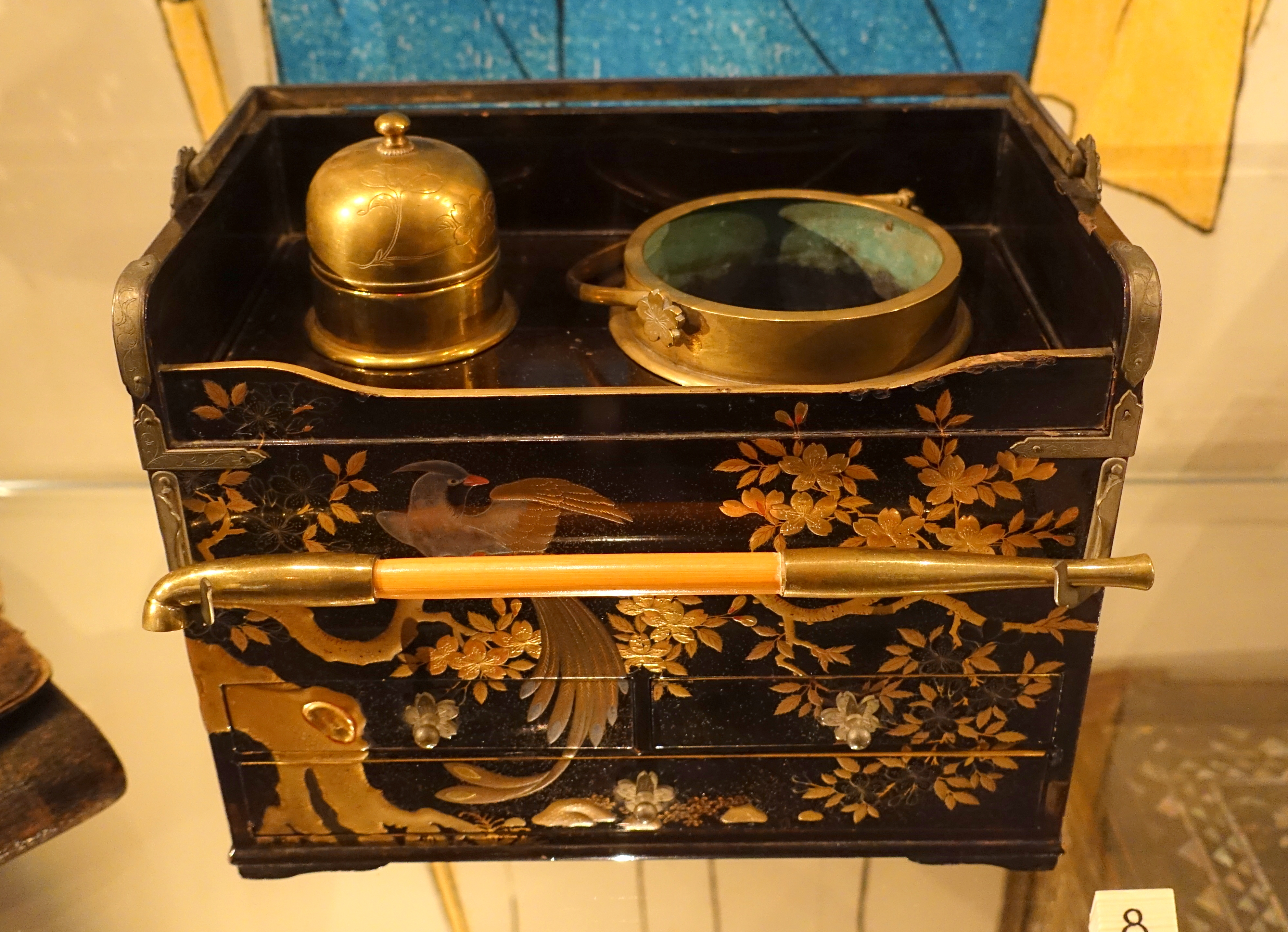
Tabaksdoos met Japans lakwerk

Japans lakwerk (Japans: 日本の漆器, transliteratie: nihon no shikki) is een type lakwerk dat in ieder geval rond de 16de en 17de eeuw in Japan gemaakt werd in daarin gespecialiseerde ateliers. Het Japans lakwerk vormde in de 16de en 17de eeuw een belangrijk deel van de handel tussen Japan en Nederland door de VOC. Het lakwerk kwam tot stand door een speciale Japanse methode voor het aanbrengen van lak op houten voorwerpen. 

## Etymologie
Nihon no shikki is de romaji-transliteratie van de kanji en hiragana: 日本の漆器. Het eerste deel is de samenstelling 日本 [nihon] opgebouwd uit de zelfstandige naamwoorden 日 [ni] "zon" en 本 [hon] "oorsprong", beiden in de on-lezing; samen vormen zij de naam voor Japan in het Japans. Het hiragana-karakter の [no] functioneert hier als een markeerder van het bijvoeglijk naamwoord en maakt van 日本 [nihon] een bijvoeglijk naamwoord. Het tweede deel is de samenstelling 漆器 [shikki], opgebouwd uit de zelfstandige naamwoorden 漆 [urushi] "lak" en 器 [ki] "gebruiksvoorwerp" of een "opslagmedium" of ook wel een "recipiënt" genoemd, zoals: een 'vat', 'doosje', 'potje', etc. Gezamenlijk worden de kanji 漆器 uitgesproken als 'shikki'. Het verwijst naar een gelakt opslagmedium. Grofweg kan 日本の漆器 [nihon no shikki] worden vertaald als: Japanse lakdoosjes, omdat die vertaling niet goed werkt in het Nederlands gebruikt men de term lakwerk.

## Laksoorten
Er zijn minstens vijftien verschillende kwaliteiten, die elk hun eigen toepassing hebben. Een belangrijke eigenschap van de lak is, dat het in een vochtige atmosfeer, bij kamertemperatuur, kan drogen.

## Voorbewerking van het materiaal
Een houten vorm werd door speciale houtbewerkers in de juiste vorm gesneden en niet door de lakmeester (nushiya of nurishi) zelf. Alleen oude en goed gedroogde soorten die niet meer konden scheuren of kromtrekken werden gebruikt. Eerst werden de eventuele scherpe randen geschuurd en voegen opgevuld. Dit gebeurde met Kokuso, een materiaal wat is gemaakt van rijstpasta, fijngestampte hennep en lak. Daarna werd alles ondergedompeld in het bittere wrange sap van de onrijpe kaki vruchten waardoor soms lak was vermengd. Na het polijsten werden randen en andere zwakke plekken bedekt met zijde, hennep of katoenen stof om kromtrekken en splinteren te voorkomen. Daarna werd alles opnieuw gepolijst. Soms werd er een klein stukje overgeslagen om het voorwerp oud te laten lijken. Dit werd vooral door volgelingen van de theeceremonie zeer gewaardeerd. Nu kon men pas met het opbrengen van de laklagen beginnen.

## Opbouw van de laklaag
De laklaag is opgebouwd uit vijf verschillende laklagen. Deze lagen worden hieronder kort beschreven. 
Somi-ji of shita-ji (onversierde ondergrond of onderlaag)
De onderlaag wordt gevormd door een mengsel van lak, poeder, van gebrande klei of houtskool, dat met een spatel werd opgebracht. Na het drogen en schuren was het voorwerp klaar voor de volgende stap. Gewone voorwerpen kregen 5 a 8 van dit soort lagen. Waardevolle voorwerpen kregen er zelfs 30 of meer, terwijl de totale dikte nog geen millimeter was.
Naka-Nuri (middelste laklaag)
De middelste laklaag bestond uit een zwart gekleurde vloeibare lak. De laag zorgde ervoor dat de daarna opgebrachte kleuren of goud, meer helderheid en diepte kregen. Ook deze laag bestond uit verschillende lagen, die ieder weer volgens een bepaalde methode moesten worden gedaan.
Ko-naka-nuri (kleine middelste laag)
De kleine middelste laklaag kreeg de kleur die de uiteindelijke kleur van het voorwerp moest gaan bepalen.
Ua-nuri (bovenste laag)
De werkmethode verschilde al naargelang de techniek (goudlak, gesneden lak, randen of burgaute) die werd toegepast. Bepaalde soorten doosjes, meestal van een klein formaat, werden stevig gemaakt met metalen randen van tin of lood. Later werd het metaal vervangen door een zilveren rand (1200-1600).
Tate (laatste bovenlaag)
Deze bestond uit transparante lak. De glans van de voorwerpen kwamen niet alleen door het lak maar ook door het steeds herhalende drogen en polijsten. De laatste laklaag werd met grote zorg en geduld met natte stukjes houtskool van een cipres of magnolia gepolijst. Dat werd weer gevolgd door een behandeling met een fijne slijpsteen. De volgende stap was het polijsten met de droge poeder van gebrande hertsthoorn op een zachte doek.

## Afwerking van het oppervlak
Het hele procedé werd besloten door het te wrijven met hertshoorn poeder, tussen de duim en de handpalm. Het poeder werd van tevoren iets vochtig gemaakt met plantaardige olie. Door deze langdurige en nauwgezette bewerking kreeg het voorwerp een intense diepe gloed.
Het ro-iro-nuri (waskleurig lak), staat voor het prachtig glanzende diepe zwartlak die op deze wijze werd verkregen.
De zachte matte en zijdeachtige gloed van een oppervlak, meestal zwart, was echter te danken aan het bewerken en polijsten met een nogal harde borstel met hertshoorn poeder. 
Anders dan bij het Chinees lakken is, bij de Japanse methode de delen die niet meteen zichtbaar waren toch netjes afgewerkt. Bij het Chinees lakken werden deze ruw en grof gelaten.